# Edvīns Bārda
Edvīns Bārda (* 6. April 1900 in Riga; † 28. September 1947 in Liverpool) war ein lettischer Fußballnationalspieler.
Bārda startete seine Karriere beim JKS Riga. 1923 wechselte er zum Riga FK. Sein Länderspieldebüt gab er am 24. September 1922 in einem Freundschaftsspiel gegen die Auswahl Estlands. Bis 1925 absolvierte er acht Länderspiele, wobei ihm fünf Treffer gelangen. Mit Riga FK gewann er 1924 und 1925 die lettische Meisterschaft. 1926 coachte er den Verein Hakoah Riga und einen Fußballclub in Jelgava. 1927 wechselte er zu Riga Amatieris. Während des Zweiten Weltkrieges flüchtete er nach England, wo er 1947 starb.